# Dinh Thượng thơ
Dinh Thượng thơ là một tòa nhà cổ tại địa chỉ số 59–61 đường Lý Tự Trọng, phường Bến Nghé, Quận 1, Thành phố Hồ Chí Minh. Tòa nhà này từng là trụ sở của Văn phòng Giám đốc Nội vụ dưới thời Pháp thuộc, nay là nơi làm việc của Sở Công thương và Sở Thông tin – Truyền thông.

## Lịch sử
Tiền thân của tòa nhà này là khối nhà có quy mô nhỏ hơn và là nơi làm việc của Đổng lý Nội vụ (Direction de l'Intérieur) xây dựng xong vào năm 1864. Đây là cơ quan được Thống đốc Nam kỳ lập ra để điều hành trực tiếp toàn bộ các vấn đề dân sự, tư pháp và tài chính của thuộc địa. Dinh Đổng lý Nội vụ lúc bấy giờ được đánh giá là có vai trò quan trọng chỉ sau Dinh Thống đốc (Dinh Norodom). Tên gọi của tòa nhà lúc bấy giờ được dịch sang tiếng Việt là "Dinh Thượng thơ Bộ Lại", người dân gọi tắt là Dinh Thượng thơ.

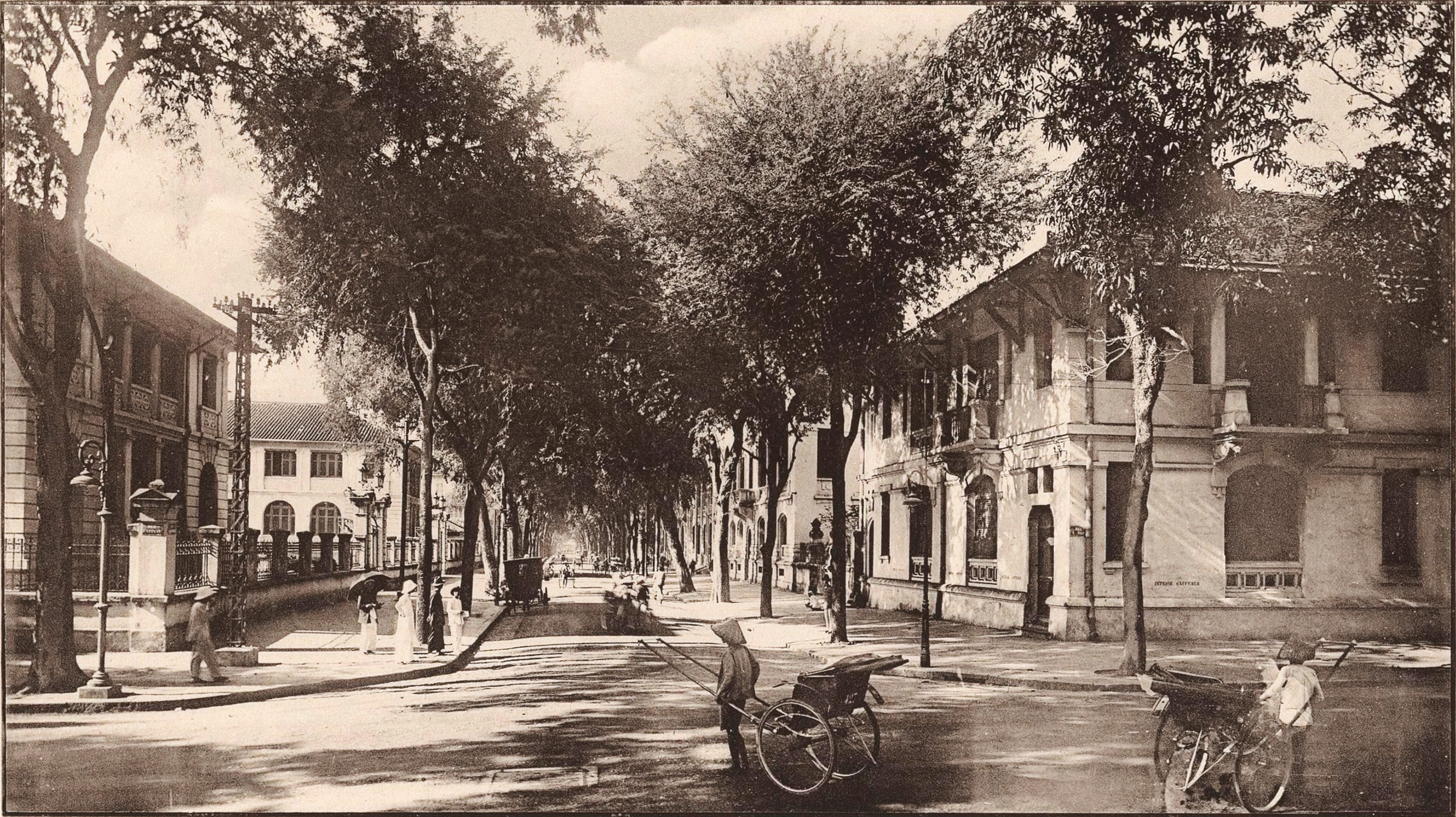
Ngã tư đường Lagrandière – Catinat (nay là Lý Tự Trọng – Đồng Khởi) vào năm 1922. Dinh Thượng thơ nằm bên trái hình

Đến năm 1875, Dinh Thượng thơ được xây mới theo bản vẽ của kiến trúc sư Alfred Foulhoux (1840–1892) và kiến trúc này tồn tại cho đến nay. Năm 1888, sau khi Liên bang Đông Dương được thành lập, chức năng của Đổng lý Nội vụ được nhập vào Thư ký Chính phủ Nam Kỳ (Secrétariat général du Gouvernement de la Cochinchine) nên Dinh Thượng thơ trở thành Văn phòng Thư ký Chính phủ Nam Kỳ.
Năm 1946, công trình trở thành Dinh Thủ hiến Nam Việt, rồi Tòa đại biểu Nam phần. Đến thời Việt Nam Cộng hòa, đây là trụ sở Bộ Kinh tế.

## Kiến trúc
Tổng thể mặt bằng của Dinh Thượng thơ có hình chữ U ôm lấy một khoảng sân ở giữa, mặt hướng ra đường Lý Tự Trọng. Tòa nhà có bốn cầu thang gỗ dẫn lên tầng trên, nằm gần cổng ra vào và hai góc.

## Tranh cãi về việc bảo tồn

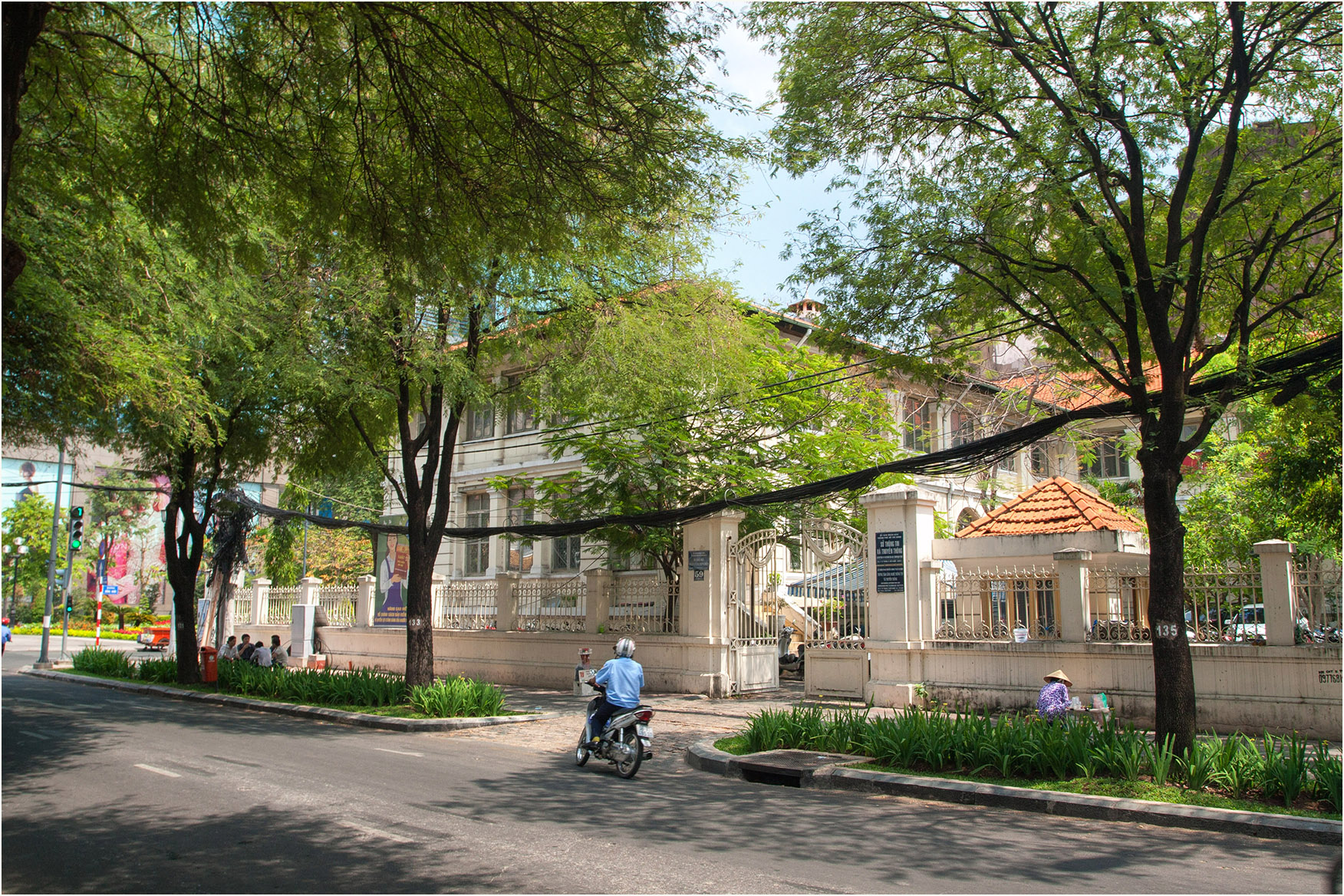
Một phần của tòa nhà tại góc đường Lý Tự Trọng – Đồng Khởi (nơi làm việc của Sở Thông tin và Truyền thông) vào năm 2014

Tháng 10 năm 2015, Thành phố Hồ Chí Minh thông tin về phương án thiết kế trung tâm hành chính mới qua cuộc thi tuyển trước đó. Theo phương án của công ty Nikken Sekkei (Nhật Bản) được thành phố chọn, các tòa nhà cao tầng của trung tâm hành chính mới sẽ bố trí thành hai khối ở hai bên (một khối nằm phía đường Pasteur và một khối nằm phía đường Đồng Khởi), còn tòa nhà 59–61 Lý Tự Trọng (Dinh Thượng thơ) sẽ được dịch chuyển vào giữa hai khối, nằm ngay phía sau và thẳng trục với tòa nhà 86 Lê Thánh Tôn.
Tuy nhiên đến tháng 4 năm 2018, thành phố lại công bố phương án thiết kế khác của công ty Gensler (Mỹ). Theo đó, các tòa nhà phía đường Lý Tự Trọng, trong đó có Dinh Thượng thơ, sẽ bị đập bỏ để xây trụ sở mới với 4 tầng hầm và 6 tầng nổi. Điều này được chính quyền thành phố giải thích là do Dinh Thượng thơ không nằm trong danh mục bảo tồn và đã vấp phải sự phản đối của nhiều người dân và chuyên gia, cụ thể vào tháng 5, một nhóm trí thức trong và ngoài nước đã soạn một bản kiến nghị bảo tồn công trình này để gửi Ủy ban nhân dân thành phố và chỉ trong vòng 24 giờ đã có 2.830 người ký tên. Sau đó thành phố đã tổ chức cuộc hội thảo để đánh giá về giá trị và giải pháp bảo tồn công trình, cũng như mời chuyên gia nước ngoài góp ý phương án bảo tồn. Cuối năm 2019, thành phố quyết định bảo tồn Dinh Thượng thơ theo hướng phủ khối kiến trúc mới lên trên và cải tạo tòa nhà này thành nhà truyền thống Ủy ban nhân dân Thành phố Hồ Chí Minh.